# Xenylla westraliensis
Xenylla westraliensis är en urinsektsart som beskrevs av da Gama 1974. Xenylla westraliensis ingår i släktet Xenylla och familjen Hypogastruridae. Inga underarter finns listade i Catalogue of Life.